# Creamerie
Creamerie est une série télévisée néo-zélandaise humoristique et dystopique, créée par Roseanne Liang et diffusée depuis le 19 avril 2021 sur la chaîne TVNZ 2,. La série est diffusée en France sur la plateforme BrutX.

## Synopsis
En seulement 30 jours, une peste virale anéanti tous les hommes sur terre, laissant place à un mouvement dirigé entièrement par des femmes, appelé Wellness. Huit ans plus tard, trois femmes tombent nez à nez avec un homme dans leur ferme laitière. 

## Distribution
- Ally Xue : Alex
- J.J. Fong (VF : Flora Brunier) : Jamie
- Perlina Lau : Pip
- Jay Ryan (VF : Laurent Maurel) : Bobby
- Tandi Wright (VF : Juliette Degenne)  : Lane
- Nikki Si'ulepa (VF : Emmanuelle Rivière) : Constance
- Kimberley Crossman (VF : Anne-Charlotte Piau) : Michelle
- Sara Wiseman : Hunter
- Brynley Stent : Lynley
- Yoson An : Jackson